# Bellmawr
Bellmawr ist eine Gemeinde (borough) innerhalb des Camden County im Bundesstaat New Jersey in den Vereinigten Staaten. Das U.S. Census Bureau ermittelte bei der Volkszählung 2020 eine Einwohnerzahl von 11.707.

## Geschichte
Bellmawr wurde am 23. März 1926 aus Teilen der inzwischen aufgelösten Centre Township als Borough gegründet, basierend auf den Ergebnissen eines Referendums vom 21. April 1926.

## Demografie
Nach einer Schätzung von 2019 leben in Bellmawr 11.359 Menschen. Die Bevölkerung teilte sich im selben Jahr auf in 79,9 % Weiße, 2,0 % Afroamerikaner, 11,4 % Asiaten und 1,5 % mit zwei oder mehr Ethnizitäten. Hispanics oder Latinos aller Ethnien machten 10,4 % der Bevölkerung aus. Das mittlere Haushaltseinkommen lag bei 59.646 US-Dollar und die Armutsquote bei 15,2 %.

## Persönlichkeiten
- Buddy Robinson  (* 1991), Eishockeyspieler
- Eric Robinson (* 1995), Eishockeyspieler